# Dipartimento di General Pedernera
General Pedernera è un dipartimento collocato al centro-est della provincia argentina di San Luis, con capoluogo Villa Mercedes.

## Geografia fisica
Confina a nord con i dipartimenti di Coronel Pringles e Chacabuco; a est con la provincia di Córdoba; a sud con il dipartimento di Gobernador Dupuy; a ovest con il dipartimento di La Capital.

## Società

### Evoluzione demografica
Secondo il censimento del 2001, su un territorio di 15.057 km², la popolazione ammontava a 110.814 abitanti, con un aumento del 21,86% rispetto al censimento del 1991.
Abitanti censiti

## Amministrazione
Municipi del dipartimento:
- San José del Morro
- Juan Jorba
- Juan Llerena
- Justo Daract
- La Punilla
- Lavaisse
- Villa Mercedes
- Villa Reynolds